# Storbritanniens damlandslag i vattenpolo
Storbritanniens damlandslag i vattenpolo (engelska: Great Britain women's national water polo team) representerar Storbritannien i vattenpolo på damsidan. Laget gjorde olympisk debut 2012 i London.

## Resultat

### Olympiska spel
- 2012 – Åtta

### Fotnoter
1. ↑  ”BBC Sport - London 2012: Great Britain water polo teams announced”. Bbc.co.uk. 25 juni 2012. http://www.bbc.co.uk/sport/0/olympics/18583606. Läst 13 november 2012.